# Monferran-Plavès
Monferran-Plavès település Franciaországban, Gers megyében. Lakosainak száma 107 fő (2022. január 1.). Monferran-Plavès Traversères, Faget-Abbatial, Lamaguère, Ornézan, Seissan és Tachoires községekkel határos.

## Népesség
A település népességének változása:
| Lakosok száma | 131  | 111  | 119  | 129  | 123  | 122  | 120  | 113  | 111  | 107  |
|               | 1968 | 1982 | 1990 | 2006 | 2013 | 2015 | 2017 | 2019 | 2020 | 2022 |